# Alexandra Dimoglou
Alexandra Dimoglou (15 de diciembre de 1981) es una deportista griega que compitió en atletismo adaptado. Ganó cuatro medallas en los Juegos Paralímpicos de Verano en los años 2008 y 2012.

## Palmarés internacional
| Juegos Paralímpicos | Juegos Paralímpicos   | Juegos Paralímpicos | Juegos Paralímpicos |
| Año                 | Lugar                 | Medalla             | Prueba              |
| ------------------- | --------------------- | ------------------- | ------------------- |
| 2008                | Pekín (China)         | Medalla de plata    | 400 m T13           |
| 2008                | Pekín (China)         | Medalla de bronce   | 100 m T13           |
| 2008                | Pekín (China)         | Medalla de bronce   | 200 m T13           |
| 2012                | Londres (Reino Unido) | Medalla de bronce   | 400 m T13           |